# Gal Kirn
Gal Kirn je slovenski filozof, ki deluje na področju filozofije, ter socialne politične filozofije. Po končanem študiju Interkulturni študij idej in kultur (UNG, 2012) je več kot 10 let deloval v tujini, od leta 2021 pa dela na različnih raziskovalnih projektih na Filozofski fakulteti v Ljubljani. Svoja odkritja in spoznanja je ubesedil v najrazličnejših knjigah in člankih.

## Življenje
Zgodnje šolanje  
Gal Kirn je svojo šolsko pot začel na osnovni šoli Prežihovega Voranca, v Ljubljani. Po končanem osmem razredu se je odločil za Gimnazijo Poljane, kjer se je učil francoščine, nemščine in latinščine. Tam ga je  začelo navdihovati družboslovje, še posebej zgodovina, sociologija in slovenščina. Že v mladih letih sta ga starša navdušila nad zavzetim branjem, kar pa se je v srednji šoli še bolj kultiviralo. To mu je pomagalo pri kasnejšem študiju filozofije, pri bližnjem branju tekstov in debat. Kot sam pravi,  so nanj vplivale kolumne Rastka Močnika iz Mladine ter teksti Slavoja Žižka, prav tako pa je na gimnaziji prebral Zofijin svet, kar ga je prav tako vodilo na pot kritične misli
Študijska leta
Gal Kirn je opravil diplomo iz politične filozofije na temo koncepta suverenosti, ki jo je pridobil na Univerzi v Ljubljani leta 2005 (Prešernova nagrada). Leta 2012 je doktoriral iz politične filozofije na Univerzi v Novi Gorici, kjer je zagovarjal svojo doktorsko delo o socialistični Jugoslaviji, s pomočjo rekonceptualizacije politike in reprodukcije francoskega misleca Louisa Althusserja (summa cum laude).
Delovanje v tujini
Od leta 2008 do 2010 je bil zaposlen kot raziskovalec na teoretičnem oddelku Akademije Jan van Eyck v Maastrichtu, od leta 2010 do leta 2012 pa je bil  znanstveni sodelavec na Institutu za kulturne raziskovanje (IC Berlin), kjer je začel delati na prepletu kulture in spomina v (post)jugoslovanskem kontekstu, nPot ga je nato vodila na Humboldtovo Univerzo, kjer je med letoma 2013 in 2016 raziskoval sovjetsko avantgardo in revolucionarni spomin  kot prejemnik štipendije fundacije Alexander-von-Humboldt. V letih 2016-17 je bil na Akademie Schloss Solitude, kjer sta skupaj z Niloufar Tajeri zasnovala  projekt Thinking the Monument to Sub/Urban Riots. Med leti 2017 in 2020 je deloval na Univerzi v Dresdnu, kjer je uspel napisati dve knjigi. Predaval je na številnih filmskih in filozofskih seminarjih, poletnih šolah ter tečajih sodobne politične teorije na Freie Universitat Berlin, TU Dresden, na Justus-Liebig-Universität Gießen in na primorski Univerzi v Kopru. Napisal je tudi številne članke, knjige in sodeloval v mnogih mednarodnih raziskovalnih projektih.

## Njegova dela
Partizanski prelomi in protislovja tržnega socializma v Jugoslaviji
Njegova prva knjiga v slovenščini se imenuje Partizanski prelomi in protislovja tržnega socializma v Jugoslaviji. Avtorjev knjižni prvenec kritično in inovativno posega v diskusije o socialistični Jugoslaviji. Gre za poglobljeno sintezo kritičnega vzporednega branja Althusserjevih del in kritike (realizacij) idej komunizma ter rekonstrukcije spora med liberalci in komunisti, jugoslovanske socialistične poti, emancipacije, egalitarnosti, samoupravljanja, zadružništva, politike neuvrščenosti. Osredotoča se na dve glavni obdobji: na politiko preloma v času med drugo svetovno vojno in po njej ter na zgodovinske procese, ki so že sredi 60. let kazali na prehod v kapitalizem znotraj socialističnega sistema. Izhodiščna teza študije je, da moramo našo nedavno preteklost razumeti onkraj prevladujoče ideološke prizme, ki na eni strani nostalgično opeva dobre stare čase, na drugi strani pa želi demonizirati vse, kar je povezano s socializmom,Titom in Jugoslavijo, v totalitarno paradigmo. (Partizanski prelomi  in protislovja tržnega socializma v Jugoslaviji, založba Sophija 2014)
The Partisan Counter Archive (De Gruyter, Berlin, 2020)
Najnovejša knjiga nosi naslov The Partisan Counter Archive, ki je napisana v angleščini. V njej je avtor skušal prikazati trikotnik med umetnostjo, politiko, spominom na partizansko dediščino ter zakaj bi se morali tega spominjati onkraj neke nostalgije in zakaj je to danes še pomembno.
Od vlaka-kina do avta-televizije
Koncipiral je projekt Od vlaka-kina do avta-televizije, v katerem je skušal razviti model, ki se ukvarja s srečanjem in razmerji med tehnologijo pogleda, vizije, in tehnologijo gibanja, transporta. Veliko bolj kot umetnostna zgodovina, ki v ospredje postavlja povezave med mediji, na primer, kako fotografija vpliva na nastanek filma, ga bo zanimalo, na kakšen način vlak vpliva na nastanek kina, in v nadaljevanju, na kakšen način razvoj kinematografije učinkuje ne le na transport, temveč tudi na "kinefikacijo" družbe. Pravi, da se po uvodu kina v družbeno realnost naš pogled na svet preobrazi, naša percepcija ni več zgolj človeška, temveč hibridna, zmes človeškega in mašinskega pogleda (kamera, lokomotiva), medtem ko naše prilaščanje množične tehnologije prav tako prinese mnoge družbene spremembe (habitus, načini uživanja, narava občinstva).

## Dela
Post-Fordism and its discontents. Jan van Eyck Academie. 2010. Dostopno na: https://plus.si.cobiss.net/opac7/bib/835949.
Partizanski prelomi in protislovja tržnega socializma v Jugoslaviji. Sophia. 2014. Dostopno na: https://plus.si.cobiss.net/opac7/bib/277241088.
Beyond Neoliberalism: Social Analysis after 1989  Palgrave Macmillan, 2017 (soavtor Marian Burchardt). Dostopno na: https://plus.si.cobiss.net/opac7/bib/25533699.
Partisan Ruptures. Self-Management, Market Reform and the Spectre of Socialist Yugoslavia, Pluto Press, London, 2019.
https://www.plutobooks.com/9780745338941/partisan-ruptures/
The Partisan Counter Archive : retracing the ruptures of art and memory in the Yugoslav people's liberation struggle. De Gruyter.2020. Dostopno na: https://plus.si.cobiss.net/opac7/bib/25525507.
https://www.degruyter.com/document/doi/10.1515/9783110682069/html
Nights of the dispossessed: Riots unbound. Columbia Books on Architecture and the City.2021 (soavtorki Natasha Ginwala in Niloufar Tajeri). Dostopno na: https://plus.si.cobiss.net/opac7/bib/25547267.

## Projekti
Memorial Multistability: The Parallax View on Transformative ‘Yugoslav Art’ from Post-Yugoslav Context, 2010-2012 (ICI Berlin)
How to Rethink Sub/Urban Riots:Failure or Dissent of Democracy?, 2016-2017 (ICI Berlin, podrobneje: https://www.ici-berlin.org/people/kirn/)
Cinema-train as avant-garde apparatus, 2017-2020 (TU Dresden)
Supplement and Surplus as Reduction(ism): Partisan Art and Archive, 2020-2021 (ICI Berlin)
Counter-Archive, 2021 (supported by Rosa Luxemburg Foundation)
Protesti, umetniške prakse in kultura spomina v postjugoslovanskem kontekstu (Filozofska Fakulteta, 2021-24: https://www.ff.uni-lj.si/en/protests-art-practices-and-culture-memory-post-yugoslav-context?fbclid=IwAR1t1xSfnGNE3s05uASaN1Ku8r2vunn3KTKmkvyZueKRtSL7WAn8t50y9uw)